# Сменково (Ленинградская область)
Сменково (фин. Otsave, ижор. Otsave) — деревня в Вистинском сельском поселении Кингисеппского района Ленинградской области.

## История
Упоминается как деревня Smenkåf Konetz by в Каргальском погосте (западной половине) в шведских «Писцовых книгах Ижорской земли» 1618—1623 годов.
Деревня Сменкова обозначена на карте Ингерманландии А. Ростовцева 1727 года.
На карте Санкт-Петербургской губернии Я. Ф. Шмидта 1770 года упомянута деревня Сменково.
Деревня являлась вотчиной императора Александра I из которой в 1806—1807 годах были выставлены ратники Императорского батальона милиции.
На карте Санкт-Петербургской губернии Ф. Ф. Шуберта 1834 года обозначена деревня Сменкова (Дубки), а к северу от неё — деревня Старая Сменкова или Дубки.

БОЛЬШОЕ И МАЛОЕ СМЕНКОВО — деревни  принадлежат ведомству Ораниенбаумского дворцового правления, число жителей по ревизии: 44 м. п., 43 ж. п. (1838 год)

В пояснительном тексте к этнографической карте Санкт-Петербургской губернии П. И. Кёппена 1849 года она записана как деревня Otzowa (Сменкова) и указано количество её жителей на 1848 год: эвремейсов — 2 м. п., 3 ж. п., всего 5 человек, ижоры — 21 м. п., 15 ж. п., всего 36 человек. Ижоры относились к православному Сойкинскому Николаевскому приходу, эвремейсы — к лютеранскому приходу Сойккола.
Согласно карте профессора С. С. Куторги 1852 года деревня называлась Сменкова.

СМЕНКОВО-ДУБКИ — деревня, число жителей по X-ой ревизии 1857 года: 39 м. п., 54 ж. п., всего 93 чел.

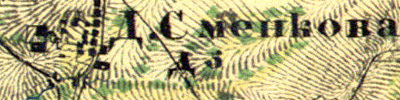
Деревня Сменково на карте 1860 года

Согласно «Топографической карте частей Санкт-Петербургской и Выборгской губерний» в 1860 году деревня называлась Сменково и состояла из 3 крестьянских дворов.

СМЕНКОВО (ДУБКИ) — деревня Дворцового ведомства при Финском заливе и колодцах, число дворов — 10, число жителей: 43 м. п., 53 ж. п. (1862 год)

СМЕНКОВО-ДУБКИ — деревня, по земской переписи 1882 года: семей — 15, в них 52 м. п., 55 ж. п., всего 107 чел.

СМЕНКОВО-ДУБКИ — деревня, число хозяйств по земской переписи 1899 года — 24, число жителей: 63 м. п., 73 ж. п., всего 136 чел.
 разряд крестьян: бывшие удельные; народность: русская — 44 чел.; финская — 92 чел.

В конце XIX — начале XX века деревня административно относилась к Лужицкой волости 2-го стана Ямбургского уезда Санкт-Петербургской губернии. Население деревни было исключительно ижорским.
Согласно данным переписи населения СССР 1926 года в деревне Сменково Мишинского сельсовета Сойкинской волости Кингисеппского уезда проживали 84 человека, большинство ижоры, а также финны и эстонцы.

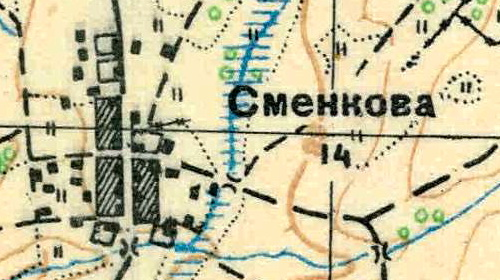
План деревни Сменково. 1930 год

Согласно топографической карте 1930 года деревня называлась Сменкова и насчитывала 14 дворов.
По данным 1933 года деревня называлась Сменково и входила в состав Сойкинского сельсовета Кингисеппского района.
По данным 1966, 1973 и 1990 годов деревня Сменково также входила в состав Сойкинского сельсовета.
В 1997 году в деревне Сменково проживали 7 человек, в 2002 году — также 7 человек (русские — 86 %), деревня входила в состав Сойкинской волости с административным центром в деревне Вистино, в 2007 году — 3 человека.

## География
Деревня расположена в северной части района на автодороге А180 (E 20) (Санкт-Петербург — Ивангород — граница с Эстонией) «Нарва».
Расстояние до административного центра поселения — 4,5 км.
Расстояние до железнодорожной платформы Косколово — 20 км.
Деревня находится на Сойкинском полуострове.

## Демография
| 2007 | 2010 | 2017 |
| ---- | ---- | ---- |
| 3    | ↗7   | →7   |

### Национальный состав
Согласно данным Всероссийской переписи населения 2021 года в деревне проживали 9 человек, из них:
 русские — 3, даргинцы — 2, ижорцы — 2, аварцы — 1, лезгины — 1 человек.

## Улицы
Ясеневая.